# 2001년 동아시아 경기 대회
제3회 동아시아 경기 대회는 2001년 5월 19일부터 5월 27일까지 일본 오사카부 오사카에서 열렸다.

## 경기 종목
2001년 동아시아 경기 대회의 경기 종목은 사상 최대인 15개 종목이었다.
| - 수상 (자세히) - 수영 : 오사카 수영장 - 싱크로나이즈 수위밍 - 다이빙 - 육상 (45) (자세히) - 농구 (자세히) - 볼링 (자세히) | - 복싱 (자세히) - 축구 (자세히) - 체조 (자세히) - 기계체조 - 리듬 체조 - 핸드볼 (자세히) - 유도 (자세히) | - 소프트 테니스 (자세히) - 태권도 (자세히) - 배구 (자세히) - 역도 (자세히) - 레슬링 (자세히) - 우슈 (자세히) - 투로 - 산타 |

## 메달 집계
| 순위 | 국가          | 금메달 | 은메달 | 동메달 | 합계 |
| ---- | ------------- | ------ | ------ | ------ | ---- |
| 1    | 중국          | 85     | 48     | 58     | 191  |
| 2    | 일본          | 61     | 65     | 65     | 191  |
| 3    | 대한민국      | 34     | 46     | 32     | 112  |
| 4    | 카자흐스탄    | 13     | 18     | 26     | 57   |
| 5    | 중화 타이베이 | 6      | 16     | 31     | 53   |
| 6    | 홍콩          | 3      | 1      | 3      | 7    |
| 7    | 몽골          | 1      | 2      | 7      | 10   |
| 8    | 마카오        | 1      | 0      | 3      | 4    |
| 9    | 괌            | 0      | 0      | 1      | 1    |
| 총계 | 총계          | 204    | 196    | 226    | 626  |